# Sonia Waddell
Sonia Carol Waddell (nacida Sonia Carol Scown, Hawera, 19 de febrero de 1973) es una deportista neozelandesa que compitió en remo. Su esposo, Robert Waddell, compitió en el mismo deporte.
Ganó una medalla de plata en el Campeonato Mundial de Remo de 2001, en la prueba de cuatro scull. Participó en dos Juegos Olímpicos de Verano, ocupando el sexto lugar en Sídney 2000 y el quinto en Atenas 2004, en la prueba de scull individual.

## Palmarés internacional
| Campeonato Mundial | Campeonato Mundial | Campeonato Mundial | Campeonato Mundial |
| Año                | Lugar              | Medalla            | Prueba             |
| ------------------ | ------------------ | ------------------ | ------------------ |
| 2001               | Lucerna (Suiza)    | Medalla de plata   | Cuatro scull       |